# 九龍區專線小巴82線
九龍區專線小巴82線是一條由兩益運輸營辦的專線小巴路線，來往明愛樂恩學校及啟德，途經彩興苑、坪石邨及新蒲崗。

## 歷史
運輸署於2019年5月向觀塘區議會發出諮詢文件，建議開辦一條專綫小巴路線，來往彩興苑及啟德（工業貿易大樓），以配合三彩和啟德一帶交通需求，並於2019年7月4日公開招標5組共12條專線小巴路線的經營權，此線自成一組招標，此路線其後在2020年11月1日投入服務。
2024年2月25日起，此線位於啟德的總站遷往新落成的啟德公共運輸交匯處。同年7月8日，此線由彩興苑延長至明愛樂恩學校，來回程繞經彩興苑，首星期只於每日08:00至18:00實施；同時增設特別班次，於每日07:00至09:00由彩興苑開往坪石公共運輸交匯處。

## 服務時間及班次
| 明愛樂恩學校開 | 明愛樂恩學校開 | 明愛樂恩學校開 | 啟德開 | 啟德開       | 啟德開       |
| 日期           | 服務時間       | 班次（分鐘）   | 日期   | 服務時間     | 班次（分鐘） |
| -------------- | -------------- | -------------- | ------ | ------------ | ------------ |
| 每日           | 06:45－20:00   | 15－20         | 每日   | 07:00－20:00 | 15－20       |
| 每日           | 20:00－23:00   | 30             | 每日   | 20:00－23:00 | 30           |

## 收費
- 全程收費：$4.5
  - 明愛樂恩學校來往坪石邨：$4.0

| - 此路線大小同價。 - 65歲或以上長者使用長者或個人八達通（包括「樂悠咭」），合資格殘疾人士使用「殘疾人士身份」個人八達通，以及60至64歲香港居民使用「樂悠咭」繳付車資，均可享有每程劃一$2.0的政府長者及合資格殘疾人士公共交通票價優惠計劃。 - 乘客可以現金或八達通卡於上車時付款，不設找贖。 - 穿著校服的學生，繳付全程車費時，可享用$4.0的優惠車費。 |

## 行車路線
- 往啟德途經：彩興路、彩盛里、掉頭、彩盛里、彩興路、彩興里、新清水灣道、太子道東及協調道
- 往明愛樂恩學校途經：協調道、啟新道、七寶街、六合街、四美街、太子道東、觀塘道、彩石里、彩興路、彩盛里、掉頭、彩盛里及彩興路

### 沿線車站

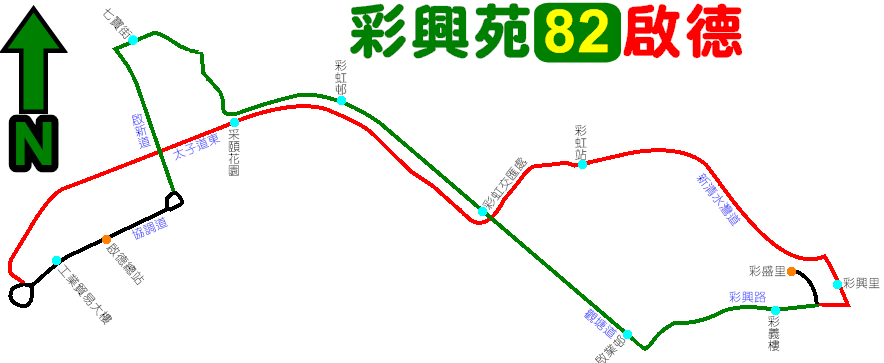
82線的走線圖

| 往啟德方向 | 往啟德方向     | 往啟德方向         | 往明愛樂恩學校方向 | 往明愛樂恩學校方向 | 往明愛樂恩學校方向 |
| 序號       | 主要車站位置   | 街道               | 序號               | 主要車站位置       | 街道               |
| ---------- | -------------- | ------------------ | ------------------ | ------------------ | ------------------ |
| 1          | 明愛樂恩學校   | 彩興路             | 1                  | 啟德小巴總站       | 啟德公共運輸交匯處 |
| 2          | 聖若瑟英文中學 | 彩興路             | 2                  | 六合工業大廈       | 七寶街             |
| 3          | 聖言中學       | 彩興路             | 3                  | 采頤花園           | 太子道東           |
| 4          | 彩興苑彩薈閣   | 彩盛里             | 4                  | 彩虹交匯處         | 太子道東           |
| 5          | 彩興苑彩蕎閣   | 彩盛里             | 5                  | 啟業邨             | 觀塘道             |
| 6          | 彩興苑彩蕎閣   | 彩興里             | 6                  | 彩德邨彩義樓       | 彩興路             |
| 7          | 坪石邨         | 坪石公共運輸交匯處 | 7                  | 彩興苑彩薈閣       | 彩盛里             |
| 8          | 采頤花園       | 太子道東           | 8                  | 彩興苑彩蕎閣       | 彩盛里             |
| 9          | 天璽．天       | 協調道             | 9                  | 聖言中學           | 彩興路             |
| 10         | 啟德小巴總站   | 啟德公共運輸交匯處 | 10                 | 聖若瑟英文中學     | 彩興路             |
|            |                |                    | 11                 | 明愛樂恩學校       | 彩興路             |

## 第一代路線
九龍82線的編號曾經被使用過，原路線在2007年10月14日開辦，來往土瓜灣（九龍城道）及九龍醫院，但在2008年11月30日因客量不足而停辦。